# Microscope à contraste interférentiel
Pour les articles homonymes, voir Microscope et Microscopie.
Le microscope à contraste interférentiel est un microscope qui exploite les interférences de deux faisceaux d'une onde lumineuse traversant un échantillon. 

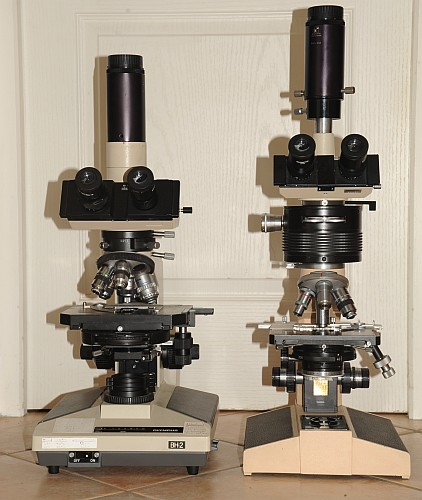
Deux microscopes équipés pour le contraste interférentiel : Olympus BH2 et PZO Biolar. Les condenseurs à tourelle contiennent les prismes inférieurs et le polariseur, et sous la tête, les tubes intermédiaires noirs renferment les prismes supérieurs et l'analyseur.

Il existe plusieurs techniques de contraste interférentiel en microscopie, qu'on peut classer en deux grands groupes, selon le trajet des faisceaux lumineux : 
- un des faisceaux lumineux ne traverse pas l'objet et sert de référence (KRUG, LAU, objectif de MIRAU, de WATSON...). Cette technique impose des microscopes à statif spécial qui ne se rencontrent plus qu'en métallographie ;
- les deux faisceaux lumineux traversent l'objet (FRANCON, JAMIN/LEBEDEFF, SMITH, NOMARSKI, PLUTA...), parmi lesquels on distingue :
  - les microscopes d’interférométrie à large dédoublement (CI Shearing, interféromètres à franges d'interférences) qui sont destinés à des mesures précises de structures d'objets,
  - les microscopes à contraste interférentiel différentiel qui permet une visualisation appréciée des objets avec un dédoublement inférieur à la limite de résolution de l'objectif. Ils donnent des images avec un pseudo relief typique du procédé.

La technique de contraste interférentiel la plus répandue est celle du contraste interférentiel différentiel (CID, DIC des anglophones), plus particulièrement le contraste interférentiel selon Nomarski (CIN, NIC des anglophones). C'est à ce dernier que correspond en langage courant le terme de « microscope à contraste interférentiel ».

## Histoire
On peut dater le premier microscope à contraste interférentiel différentiel de 1930 avec le modèle de Lebedeff d'après une description de Jamin vers 1868.
En 1947, Smith propose un dispositif comprenant deux prismes de Wollaston.
L'innovation principale est développée par le physicien Georges Nomarski dans les années 1950, au CNRS, avec l'invention des prismes qui portent son nom.

## Principe
Des systèmes optiques variés dédoublent avant la traversée de l'objet le faisceau incident en deux faisceaux proches l'un de l'autre. Un second système optique recompose les deux faisceaux qui produisent des interférences qui dépendent de l'épaisseur et de la biréfringence des objets observés.
Dans le système Nomarski, en lumière polarisée, le dédoublement et la recomposition sont opérés par des prismes de Wollaston modifiés (prismes de Nomarski).

## L'image

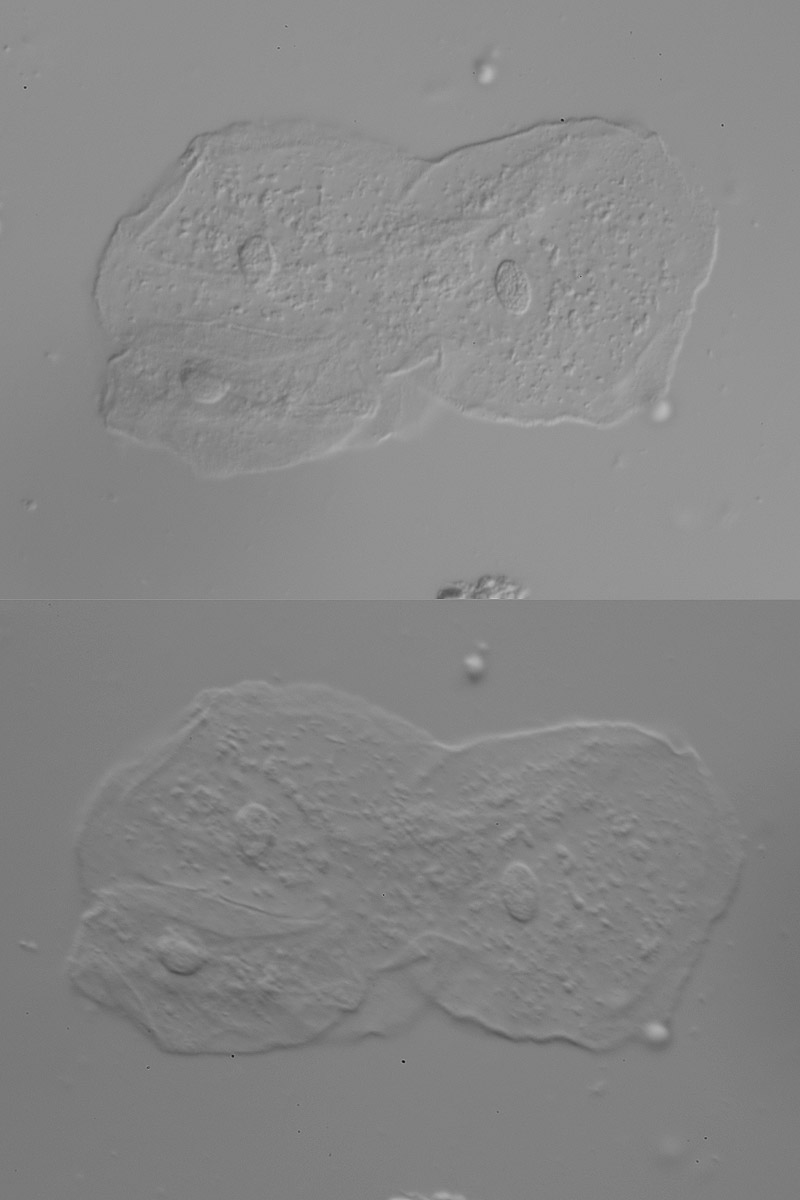
effet de la rotation du sujet en CID.
2e image redressée pour comparaison.

L'image obtenue en CID évoque l'aspect très ombré d'une image en illumination oblique. 
La direction de l'éclairage apparent est définie par l'orientation du prisme de Wollaston. 
En fait, les gradients locaux de l'indice de réfraction dans l'objet sont traduits en variations d'éclairement perceptibles, d'où l'appellation de contraste d'image "différentiel"

## Avantages et inconvénients du CID
Le CID est très performant pour les sujets biologiques transparents, d'indice de réfraction proche de celui du milieu environnant.
Il est dépourvu de l'artefact en halo lumineux des images en contraste de phase.
Il n'est pas utilisable pour les sujets épais et colorés comme des coupes de tissu. 
Comme il dépend de la lumière polarisée, il ne peut être utilisé en général sur des microscopes inversés avec des contenants en plastique biréfringents. (La firme Carl Zeiss a toutefois proposé un système de CI de construction différente qui permet cet usage: le PlasDIC) 
Il faut tenir compte dans l'analyse des images en CID de l'orientation des prismes de Wollaston qui conditionnent l'apparente direction d'éclairage. Mais il est facile de tourner les sujets pour se rendre compte des changements dans l'image.